# John Sumegi
John Sumegi (n. 27 octombrie 1954, City of Orange⁠(d), Noul Wales de Sud, Australia) este un caiacist ce a reprezentat Australia, medaliat olimpic. A participat la 2 ediții ale Jocurilor Olimpice (1976, 1980) în care a câștigat o medalie de argint.